# Anatoli Aleksàndrov (físic)
Anatoli Petróvitx Aleksàndrov (rus: Анатолий Петрович Александров, 13 de febrer de 1903, Tarasxa – 3 de febrer de 1994, Moscou) va ser un físic soviètic i rus, director de l'Institut Kurtxàtov, acadèmic (des de 1953) i president de l'Acadèmia de Ciències de l'URSS (1975–1986), considerat el pare del Projecte soviètic de la bomba atòmica. Al final de la seva vida va esdevenir la tercera persona més condecorada de la Unió Soviètica.
Anatoli Aleksàndrov va néixer el 13 de febrer de 1903, fill d'una família de jutges prominents de la ciutat de Tarasxa, gubèrnia de Kíiv, Imperi Rus (actualment situada a Ucraïna).
Després de la seva graduació del 1930, Abram Ioffe el va convidar a unir-se amb ell a Leningrad.